# Окуляр

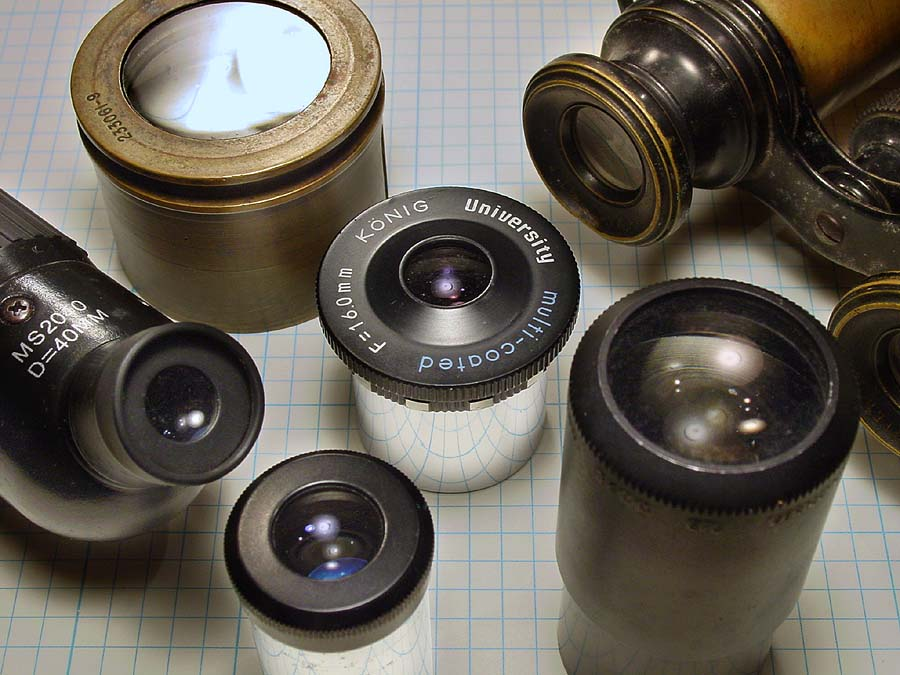
Колекція різноманітних видів окулярів

Окуля́р (від лат. oculus — око) — повернена до ока частина оптичної системи зорової труби, бінокля, мікроскопа тощо, за допомогою якої розглядається дійсне зображення, яке формує об'єктив або оптична система. 
Окуляр складається з декількох "лінзових елементів" у корпусі, з "тубусом" на одному кінці. Окуляр має таку форму, щоб входити в спеціальний отвір інструмента, до якого він кріпиться. Зображення можна сфокусувати, переміщуючи окуляр ближче і далі від об'єкта. Більшість інструментів мають механізм фокусування, який дозволяє переміщати вал, на якому встановлений окуляр, без необхідності маніпулювати безпосередньо окуляром.
Окуляри біноклів зазвичай постійно вмонтовані в бінокль, тому вони мають заздалегідь визначене збільшення і поле зору. У телескопах і мікроскопах, однак, окуляри зазвичай взаємозамінні. Змінюючи окуляр, користувач може регулювати те, що він бачить. Наприклад, окуляри часто змінюють, щоб збільшити або зменшити збільшення телескопа. Окуляри також пропонують різні поля зору і різний ступінь полегшення зору для людини, яка дивиться через них.

## Опис
Окуляр характеризується: фокусною віддаллю f, яка визначає кутове збільшення Г; кутом поля зору; віддаллю до вхідного отвору. Першим Окуляром, який застосував Галілей (1609), була звичайна розсіювальна лінза. Окуляр зазвичай складається з двох лінз — колективу (польової лінзи), розташованого біля сітки ниток (майже не впливає на збільшення), та очної лінзи.

## Види
Найчастіше в геодезичних приладах застосовують такі Окуляри:
- Рамсдена є найпростішим і складається із двох плоскоопуклих лінз. Застосовується у найпростіших приладах. Хроматична аберація не виправлена, а всі інші скореговані для кута поля зору у 40 градусів.
- Гюйгенса складається із двох плоскоопуклих лінз, повернених опуклими поверхнями до об'єктива. Хроматична аберація скоригована дещо краще: дає збільшення від чотирьох до п'ятнадцяти крат для кута поля зору у тридцять-сорок градусів.
- Кельнера є удосконаленим окуляром Рамсдена. Завдяки склеєній оптичній лінзі майже повністю усунена хроматична аберація. Застосовується в трубах середнього збільшення.
- Симетричний має просту конструкцію, добру якість зображення, велике віддалення до вхідного отвору і застосовується в зорових трубах геодезичних приладів.
- Ортоскопічний застосовується у трубах із великим збільшенням. У ньому зведена до мінімуму дисторсія, а віддалення вхідного отвору дорівнює 0,75f. Підлаштований для всіх видів аберації, особливо на дисторсію в межах кута поля зору у сорок градусів.
- Автоколімаційний призначений для одночасного спостереження в полі зору труби сітки ниток та її зображення, відбитого від дзеркала, що є поза трубою.

## Властивості окуляра

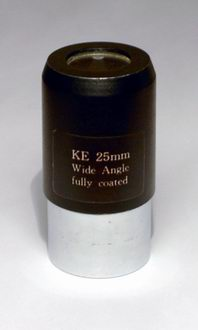
Окуляр Kellner 25 мм

Кілька властивостей окуляра можуть бути цікавими для користувача оптичного інструменту, коли він порівнює окуляри і вирішує, який саме окуляр відповідає його потребам.

### Розрахункова відстань до вхідного отвору
Окуляри - це оптичні системи, в яких вхідна зіниця завжди розташована поза системою. Вони повинні бути спроектовані для оптимальної роботи на певній відстані до цієї вхідної зіниці (тобто з мінімальними абераціями для цієї відстані). У заломлюючому астрономічному телескопі вхідна зіниця збігається з об'єктивом. Вона може бути віддалена від окуляра на кілька футів, тоді, як в окулярі мікроскопа вхідна зіниця знаходиться близько до задньої фокальної площини об'єктива, всього в декількох дюймах від окуляра. Корекція окулярів мікроскопів може відрізнятися від корекції окулярів телескопів, але більшість з них також придатні для використання в телескопах.